# Liste der Museen in Griechenland
Dies ist eine Liste der Museen in Griechenland. 
Rund 200 staatliche und 100 private Museen und Galerien in Griechenland präsentieren Kunstschätze aus über sechs Jahrtausenden Geschichte bis zur Gegenwart, mit Schwerpunkten in den Bereichen griechische Kunst, Kultur und Geschichte. Die Sammlungen des Archäologischen Nationalmuseums in Athen und die der anderen großen archäologischen Museen zählen zu den bedeutendsten Sammlungen der Welt. 2016 führte Odysseus 258 Museen auf.

## Museen nach Typologie

### Archäologische Museen und Sammlungen

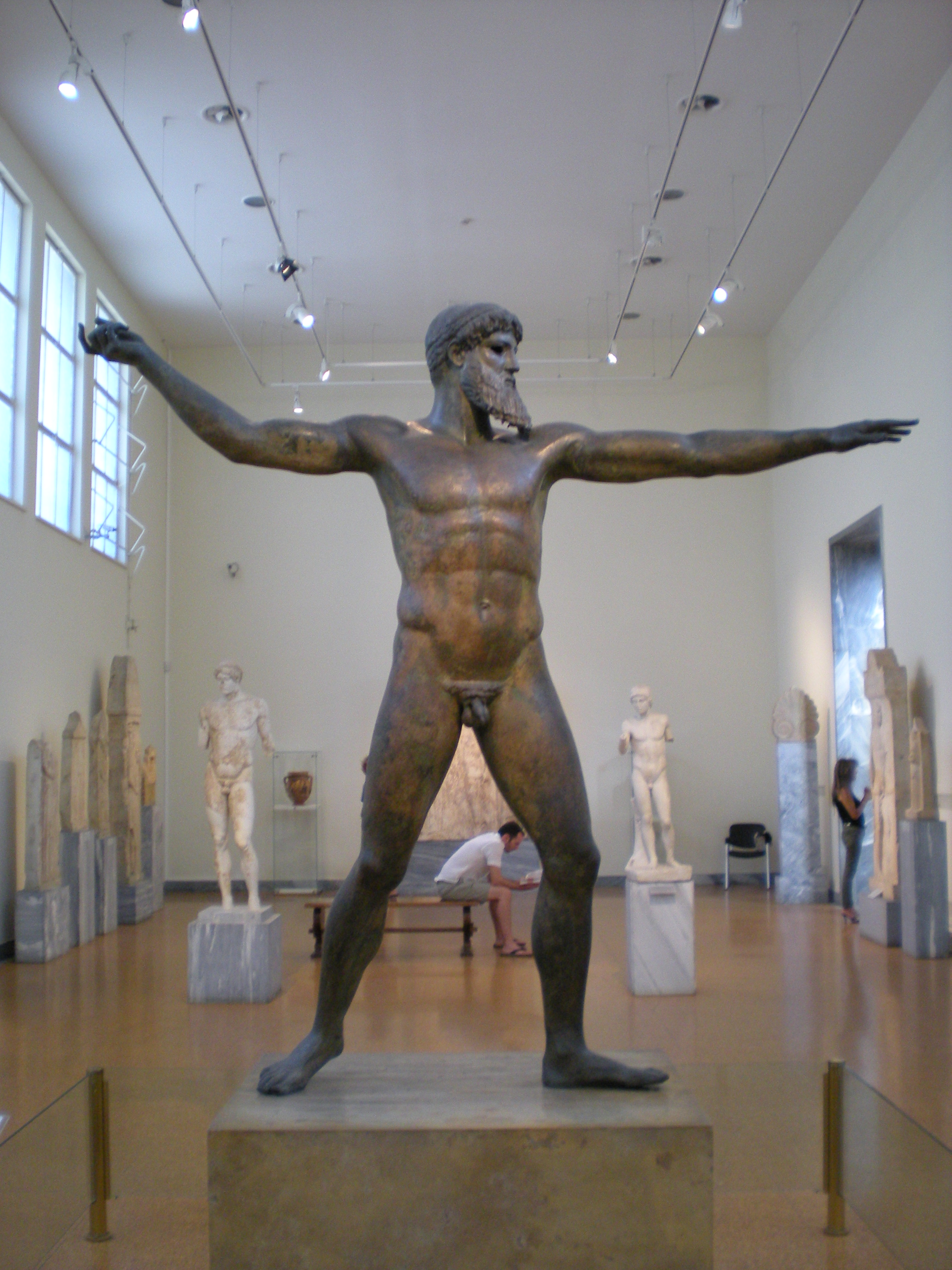
Poseidon vom Kap Artemision (ca. 460 v. Chr.) im Archäologischen Nationalmuseum

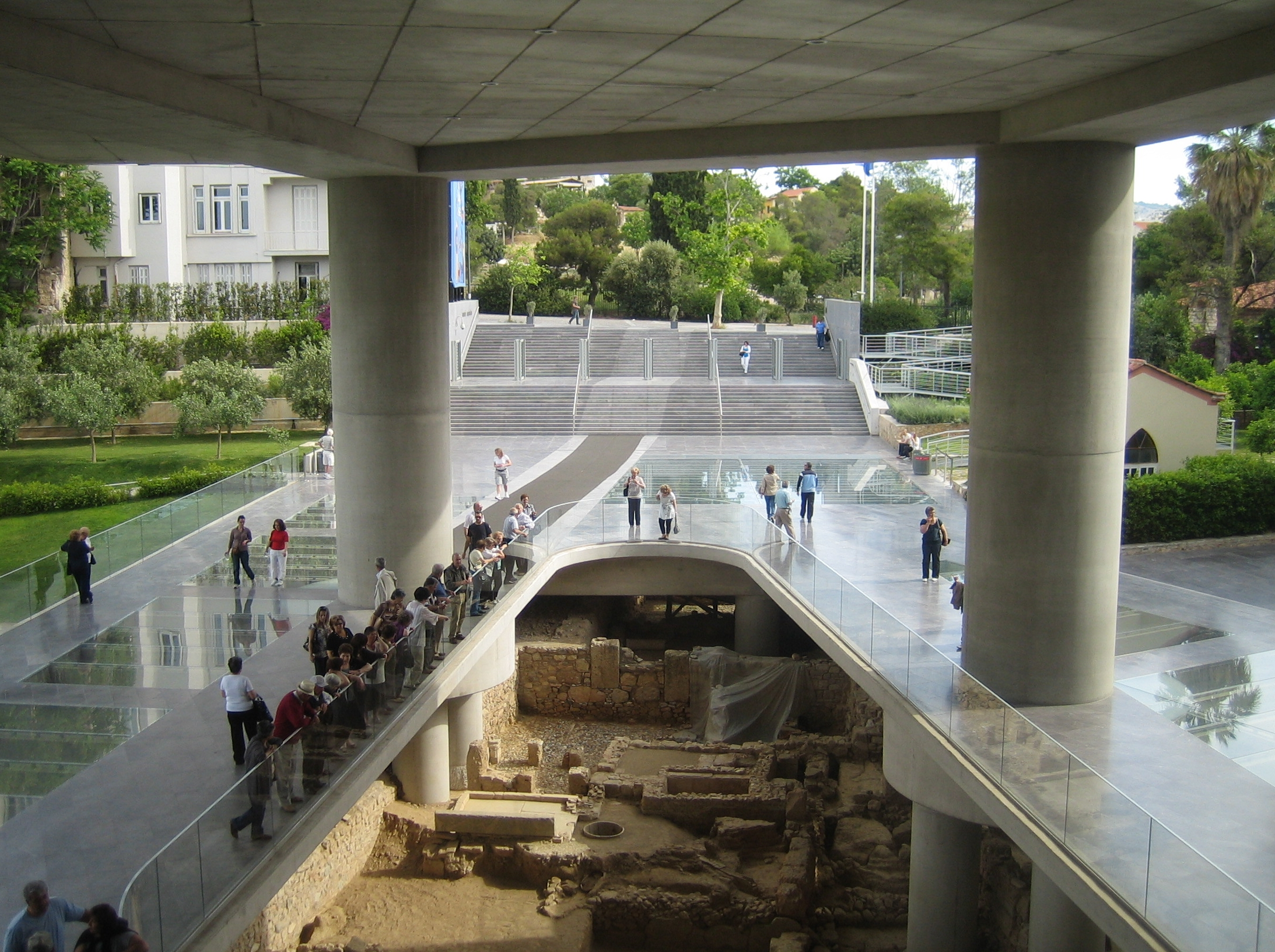
Akropolismuseum in Athen

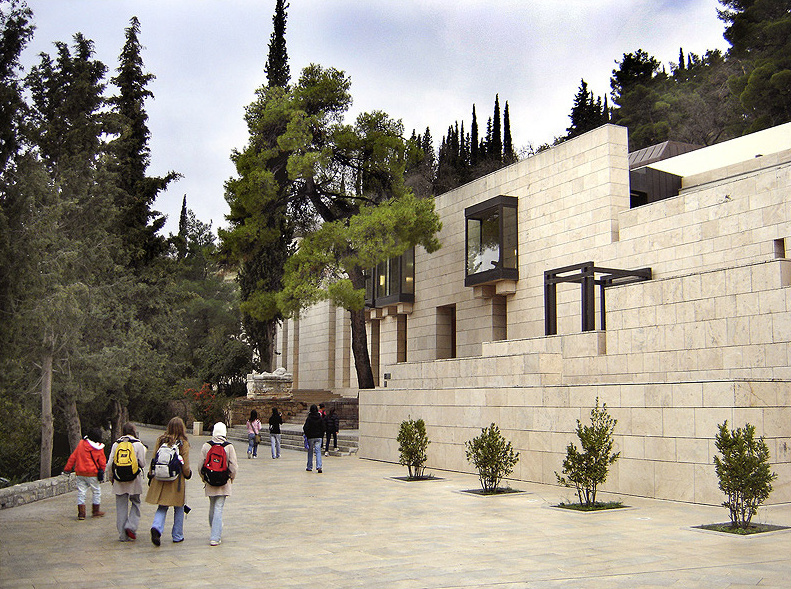
Archäologisches Museum in Delphi

| - Archäologisches Nationalmuseum Athen - Akropolismuseum Athen - Museum für kykladische Kunst Athen - Archäologisches Museum der antiken Agora Athen - Paul und Alexandra Kanellopoulos-Museum Athen - Archäologisches Museum Abdera - Archäologisches Museum Ägina - Archäologisches Museum Agios Nikolaos - Archäologisches Museum Agrinio - Archäologisches Museum Aiani - Archäologisches Museum Aigion - Archäologisches Museum Amfissa - Archäologisches Museum Amphipolis - Archäologisches Museum Andros - Archäologisches Museum Argos - Archäologisches Museum Argostoli - Archäologisches Museum Arta - Archäologisches Museum Astros - Archäologisches Museum Atalanti - Archäologisches Museum Chaironeia - Archäologisches Museum Chalkidiki (Polygyros) - Archäologisches Museum Chania - Archäologisches Museum Chios - Archäologisches Museum Delphi - Archäologisches Museum Delos - Archäologisches Museum Dion - Archäologisches Museum Drama - Archäologisches Museum Edessa - Archäologisches Museum Eleusis - Archäologisches Museum Epidauros - Archäologisches Museum Florina - Archäologisches Museum Gythion - Archäologisches Museum Iraklio - Archäologisches Museum Ikaria - Archäologisches Museum Isthmia - Archäologisches Museum Kalamata (Benakeion) - Archäologisches Museum Kavala - Archäologisches Museum Kerameikos - Archäologisches Museum Kilkis - Archäologisches Museum Kissamos - Archäologisches Museum Komotini - Archäologisches Museum Korfu - Archäologisches Museum Korinth - Archäologisches Museum Kos | - Archäologisches Museum Kozani - Archäologisches Museum Kythira - Archäologisches Museum Lavrio - Archäologisches Museum Limenaria - Archäologisches Museum Limnos - Archäologisches Museum Marathon - Archäologisches Museum Megara - Archäologische Sammlung Monemvasia - Archäologisches Museum Mykene - Archäologisches Museum Mykonos - Archäologisches Museum Mytilini - Archäologisches Museum Nafplio - Archäologisches Museum Naxos - Archäologisches Museum Nemea - Archäologisches Museum Olympia - Archäologisches Museum Olynthos - Archäologisches Museum Patras - Archäologisches Museum Pella - Archäologisches Museum Philippi - Archäologisches Museum Piräus - Archäologisches Museum Poliyiros - Archäologisches Museum Poros - Archäologisches Museum Rhodos - Archäologisches Museum Samos - Archäologisches Museum Samothrake - Archäologisches Museum Schimatari - Archäologisches Museum Serres - Archäologisches Museum Setaia - Archäologisches Museum Sparta - Archäologisches Museum Spetses - Archäologisches Museum Tegea - Archäologisches Museum Thasos - Archäologisches Museum Theben - Archäologisches Museum Thessaloniki - Archäologisches Museum Thira - Prähistorisches Museum Thira - Archäologisches Museum Thyrreiou - Archäologisches Museum Tripolis - Archäologisches Museum Veria - Archäologisches Museum Volos - Archäologisches Museum Vravrona - Museum der Königsgräber von Vergina |

### Museen für Byzantinische und postbyzantinische Kunst
- Kirchliches Museum Alexandroupolis[4]
- Byzantinisches und Christliches Museum Athen
- Byzantinische und postbyzantinische Sammlung Chania[5]
- Byzantinisches Museum Chios[6]
- Archäologisches und Byzantinisches Museum Florina[7]
- Byzantinisches Museum Fthiotida[8]
- Byzantinisches Museum Ioannina[9]
- Byzantinisches Museum Kastoria[10]
- Byzantinisches Museum Komotini[11]
- Byzantinisches Museum Antivouniotissa in Korfu[12]
- Museum für byzantinische Kultur Thessaloniki
- Byzantinisches Museum Veria[13]
- Museum Zakynthos (städtisches Museum mit einem Schwerpunkt auf byzantinischer und nachbyzantinischer Kunst)[14]

### Historische und Volkskundemuseen
| - Nationales Historisches Museum Athen - Museum für griechische Volkskunst Athen - Museum für griechische Volksmusikinstrumente Athen - Historisches Museum der Universität Athen - Jüdisches Museum Athen - Historisches Museum Ägina - Historisches und Volkskundemuseum Afytos - Historisches und Volkskundemuseum Arnaia - Historisches und Volkskundemuseum Drama - Historisches und Volkskundemuseum Chania - Historisches und Volkskundemuseum Corgialenos - Historisches und Volkskundemuseum Edessa - Historisches und Volkskundemuseum Fthiotida in Lamia - Historisches und Volkskundemuseum Florina - Historisches und Volkskundemuseum Giannitsa - Makedonisches Volkskundemuseum Goumenissa - Historisches Museum Iraklio - Historisches Museum Ioannina - Historisches und Volkskundemuseum Kalamata - Historisches und Volkskundemuseum Kallimasia - Historisches und Volkskundemuseum Kastoria - Historisches und Volkskundemuseum Kilkis - Historisches und Volkskundemuseum Kollines - Korbmuseum der Roma in Komotini - Historisches und Volkskundemuseum Korinth - Historisches und Volkskundemuseum Kythnos - Historisches und Volkskundemuseum Kozani - Historisches und Volkskundemuseum Larissa - Historisches und Volkskundemuseum Mykonos - Peloponnesisches Volkskundemuseum Nafplio - Historisches und Volkskundemuseum Nea Karvali - Historisches und Volkskundemuseum Orestiada - Historisches und Volkskundemuseum Patras - Historisches und Volkskundemuseum Pella - Historisches und Volkskundemuseum Petrokerasa - Historisches Museum Piräus - Historisches und Volkskundemuseum Polygyros - Historisches und Volkskundemuseum Ptolemaida - Historisches und Volkskundemuseum Reichia - Historisches und Volkskundemuseum Rethymno - Historisches und Volkskundemuseum Rhodos - Historisches und Volkskundemuseum Samos - Volkskundemuseum der Sarakatsani in Serres - Historisches und Volkskundemuseum Stemnitsa - Volkskundliches und Ethnologisches Museum von Makedonien und Thrakien in Thessaloniki - Jüdisches Museum Thessaloniki - Museum für kretische Volkskunst Voroi - Papadiamantis-Museum in Skiathos |

### Kunstmuseen

#### Museen für Angewandte Kunst
- Ilias Lalaounis-Schmuckmuseum Athen
- Museum für dekorative Kunst Rhodos
- Photographiemuseum Thessaloniki

#### Museen für Bildende Kunst (Neuzeitlich)

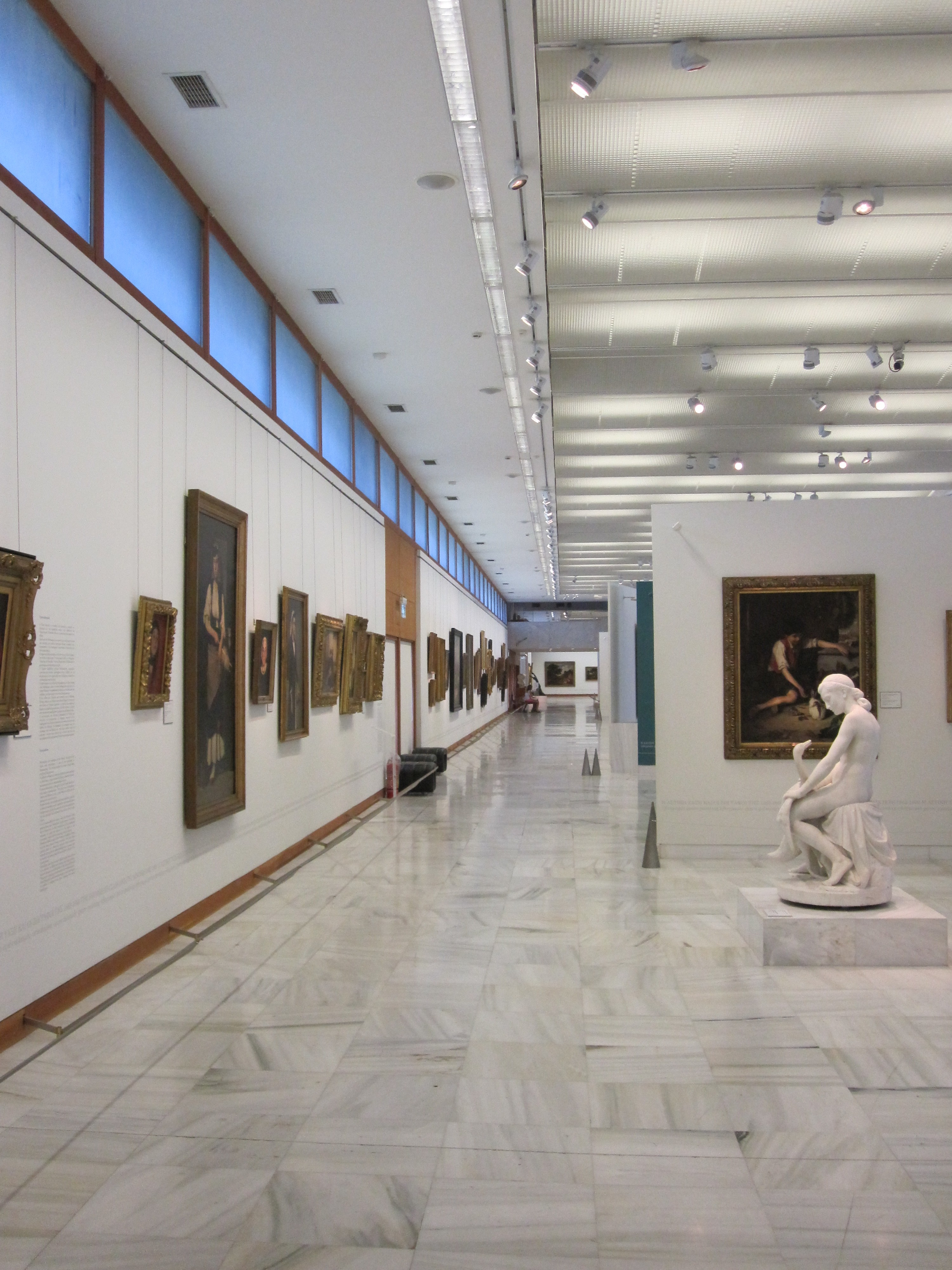
Nationalgalerie in Athen

| - Nationalgalerie und Alexander-Soutzos-Museum Athen - Nationalmuseum für zeitgenössische Kunst Athen - Museum der Stadt Athen - Kommunale Galerie Athen - Benaki-Museum Athen - Tsarouchis-Museum Athen - Vorres-Museum für zeitgenössische griechische Kunst - Frissiras-Museum für zeitgenössische Malerei - Alex Mylona-Museum für zeitgenössische Kunst - Herakleidon-Museum für bildende Kunst - G. Gounaro-Museum | - Christos-Kapralos-Museum Ägina - Museum für zeitgenössische Kunst Andros - Museum für zeitgenössische Kunst Florina - Museum für bildende Kunst Iraklio - Arkadisches Museum für Kunst und Geschichte in Levidi - Kommunale Gallerie Patras - Theofilos-Museum Mytilini - Museum für moderne griechische Kunst Rhodos - Staatliches Museum für zeitgenössische Kunst Thessaloniki - Makedonisches Museum für zeitgenössische Kunst Thessaloniki |

#### Museen für Darstellende Kunst
- Museum für griechische Volksmusikinstrumente Athen
- Kinomuseum Thessaloniki

### Naturkundemuseen
- Museen der Universität Athen
  - Anthropologisches Museum Athen
  - Archäologisches und Kunstgeschichtliches Museum Athen
  - Botanisches Museum Athen im Nationalgarten
  - Mineralogisches und Petrologisches Museum Athen
  - Paläontologisches und Geologisches Museum Athen
  - Zoologisches Museum Athen
- Goulandris-Museum für Naturgeschichte Athen
- Museum der Naturgeschichte der Ägäis in Mytilinii auf Samos
- Museum für die Naturgeschichte des Versteinerten Waldes von Lesbos
- Aquarium Rhodos
- Museum für Naturgeschichte Axioupoli
- Museum für Naturgeschichte Iraklio
- Balkan Botanischer Garten Kroussia
- Museum für Naturgeschichte des Versteinerten Waldes auf Lesbos
- Museum für Naturgeschichte Ligourio
- Museum für Vulkanologie Nisyros
- Geologisch-historisches Museum des Olymp
- Museen der Universität Patras
  - Botanisches Museum Patras
  - Zoologisches Museum Patras
- Stamatiadis-Museum für Mineralogie und Paläontologie Rhodos

### Militärmuseen
- Kriegsmuseum Athen
- Museum der Griechischen Luftstreitkräfte Athen
- Kriegsmuseum Chania
- Museum der Schlacht um Kreta und des nationalen Widerstands in Iraklio
- Kriegsmuseum Kilkis
- Militärmuseum Kalamata
- Kriegsmuseum Nafplio
- Kriegsmuseum Skra Axioupoli
- Griechisches Marinemuseum Piräus
- Museum des Makedonischen Kampfes in Thessaloniki
- Kriegsmuseum Tripoli

### Technikmuseen
- OTE-Telekommunikationsmuseum Athen
- Museum für antike Technik in Katakolo
- NOESIS-Wissenschaftszentrum und Technisches Museum Thessaloniki
- Wassermuseum Thessaloniki
- Museum of Science and Technology (MST) University of Patras

#### Automuseen
Siehe: Liste von Automuseen in Griechenland

#### Eisenbahnmuseen
- ISAP-Bahnmuseum Athen-Piräus
- Eisenbahnmuseum Athen
- Eisenbahnmuseum Kalamata
- Eisenbahnmuseum Larissa
- Museumseisenbahn Thessalische Eisenbahnen
- Eisenbahnmuseum Thessaloniki

#### Schifffahrtsmuseen
- Maritimes Museum Andros
- Schifffahrtsmuseum Chania
- Schifffahrtsmuseum Galaxidi
- Ägäisches Schifffahrtsmuseum Mykonos
- Nautisches Museum Litochoro

### Museen mit besonderem Themenschwerpunkt
- Benaki-Museum für Islamische Kunst Athen
- Museum für Asiatische Kunst Korfu
- Banknotenmuseum Korfu
- Olivenölmuseum Sparta
- Seidenmuseum Soufli
- Bienenmuseum Rhodos
- Olympisches Museum Thessaloniki
- Patras Education Museum

#### Biografische Museen (ohne Kunstmuseen)
- Constantin-Carathéodory-Museum in Komotini
- Dionysios-Solomos-Museum Korfu
- Hippokrates-Museum in Kos
- Nikos-Kazantzakis-Museum Iraklio
- Zisis Oikonomou Museum

### Archäologie
- Archäologische Fundplätze in Griechenland
- Archäologische Funde in Griechenland

### Weitere kulturelle Einrichtungen
- Liste der ausländischen archäologischen Institute in Griechenland
- Liste der Diözesen der orthodoxen Kirchen in Griechenland
- Liste von Burgen, Schlössern und Festungen in Griechenland